# Arthur Kaliyev
Arthur Kaliyev (Tashkent, Uzbekistán, 26 de junio de 2001) es un jugador profesional uzbeko de hockey sobre hielo que se desempeña en la posición de extremo derecho en New York Rangers, equipo de la National Hockey League (NHL).

## Carrera
Fue seleccionado en la segunda ronda en la NHL Entry Draft de 2019. En 2020 hizo su debut profesional con el equipo Los Angeles Kings, donde lleva jugando cuatro temporadas.